# Szkarłatna litera (film 1973)
Szkarłatna litera – film w reżyserii Wima Wendersa nakręcony w 1973 roku. Film jest adaptacją powieści  Nathaniela Hawthorne'a o tym samym tytule. Powstał na zlecenie telewizji Westdeutscher Rundfunk, która współpracowała wcześniej z reżyserem przy filmie Strach bramkarza przed rzutem karnym. Akcja filmu rozgrywa się w XVII-wiecznej Nowej Anglii. Jego bohaterką jest żyjąca w niesławie Hester Prynne, matka nieślubnego dziecka, zmuszona nosić na ubraniu szkarłatną literę A, na znak hańby. 
Choć Wenders bardzo cenił powieść Hawthorne'a (była to jedna z pierwszych książek jakie przeczytał po angielsku) i cenił odtwórczynię głównej roli Sentę Berger, sam film uznał za nieudany i nazwał go katastrofą, żałował też, że nie udało mu się porzucić projektu w trakcie jego kręcenia.  
Jest to (obok Hammetta) jeden z dwóch filmów Wendersa, które nie rozgrywają się w czasach współczesnych. Reżyser po nakręceniu Szkarłatnej litery ogłosił, że nie chce już nigdy nakręcić filmu, w którym nie może pojawić się telewizor, budka telefoniczna czy stacja benzynowa. 
Fragment filmu pojawił się w telewizyjnej produkcji reżysera pt. Z rodziny gadów/Wyspa – widać tam jak Wenders ogląda Szkarłatną literę na sali kinowej.